# Bodo Schlender
Bodo Heinz Willi Schlender (* 25. April 1931 in Berlin; † 6. Juni 1987 in Kiel) war ein deutscher Mathematiker, Informatiker und Hochschullehrer. Er war der erste Professor für Informatik an der Universität Kiel. Sein Amtsantritt 1971 wird als Gründungsdatum des Instituts für Informatik und Praktische Mathematik gewertet.

## Leben und Forschung
Schlender studierte an der Christian-Albrechts-Universität in Kiel und promovierte 1957 bei Karl-Heinrich Weise mit der Dissertation: Zum Einbettungsproblem Riemannscher Räume. Von 1962 bis 1967 war er Wissenschaftlicher Rat und Leiter des Rechenzentrums. 1965 wurde er Privatdozent am Mathematischen Seminar der Philosophischen Fakultät der Christian-Albrechts-Universität. 1967 habilitierte er sich und wurde als ordentlicher Professor auf den Lehrstuhl für Elektronische Rechenanlagen an die TH Hannover berufen. Er leitete die Arbeitsgruppe „Gemeinsame Rechenanlage der wiss. Hochschulen Hannovers“, deren Arbeit zur Einrichtung des Rechenzentrums beitrug. 1971 wurde er ordentlicher Professor für Automatentheorie und Formale Sprachen am Institut für Informatik und Praktische Mathematik der Christian-Albrechts-Universität zu Kiel. Von 1983 bis 1986 arbeitete er mit in der Arbeitsgruppe Informatik an der Konzeption des Studienganges Informatik und dem Aufbau des Rechenzentrums der Hochschule Hildesheim (heute: Stiftung Universität Hildesheim).

## Veröffentlichungen (Auswahl)
- Informatik, eine neue Grundlagenwissenschaft für die moderne Forschung, Göttingen, Vandenhoeck und Ruprecht, 1971
- Zur Approximation der Lösungen nichtlinearer Systeme gewöhnlicher Differentialgleichungen, Kiel, 1965